# 6336 Dodo
6336 Dodo è un asteroide della fascia principale del diametro medio di circa 18,98 km. Scoperto nel 1992, presenta un'orbita caratterizzata da un semiasse maggiore pari a 2,4732096 UA e da un'eccentricità di 0,0970724, inclinata di 9,50787° rispetto all'eclittica.